# Саркофаг Коороса
Саркофаг Коороса — надгробный памятник VI—VII вв. (династия Северная Чжоу/Суй) анонимному согдийскому вельможе и чиновнику на севере Китая (эпитафия утеряна). Гробница, вероятно, была обнаружена в северном городе Тяньшуй при тайных раскопках. Он принадлежал к «коллекции Вахида Коороса», в честь которой он был назван, и был ненадолго представлен в Музее Гиме в 2004 году, но с тех пор исчез. Это один из основных известных примеров согдийских гробниц в Китае.
Каменное ложе, подобное другим согдийским гробницам в Китае и современным китайским гробницам, состоит из пьедестала с каменными плитами вокруг ложа, украшенного рельефами, изображающими жизнь умершего и сцены загробной жизни, в частности охоту, питьё и пиршество. Иконография панно довольно эксцентричная, или «вакхическая».
Учитывая иконографическое содержание гробницы, владелец мог быть не согдийцем, а выходцем из северной Индии или Тохаристана (Бактрии).